# Disparoneura quadrimaculata
Disparoneura quadrimaculata – gatunek ważki z rodziny pióronogowatych (Platycnemididae). Występuje w Indiach.